# Кольхерстер (лунный кратер)
Кратер Кольхерстер (лат. Kolhörster) — большой древний ударный кратер в северном полушарии обратной стороны Луны. Название присвоено в честь немецкого физика Вернера Кольхерстера (1897—1967) и утверждено Международным астрономическим союзом в 1970 г. Образование кратера относится к нектарскому периоду.

## Описание кратера
Ближайшими соседями кратера Кольхерстер являются кратер Камерлинг Оннес на севере-северо-западе; кратер Бутлеров на востоке и кратер Майкельсон на юго-западе. На юге от кратера находится цепочка кратеров Лейшнера и цепочка кратеров Майкельсона. Селенографические координаты центра кратера 10°47′ с. ш. 115°01′ з. д. / 10,79° с. ш. 115,01° з. д., диаметр 78,8 км, глубина 2,8 км.
Кратер Кольхерстер имеет полигональную форму, значительно разрушен за длительное время своего существования. Вал сглажен, по всему периметру кроме северной части отмечен небольшими кратерами. Высота вала над окружающей местностью достигает 1460 м, объём кратера составляет приблизительно 9 200 км³. Дно чаши сравнительно ровное, не имеет приметных структур.
Местность вокруг кратера покрыта многочисленными цепочками кратеров от вторичных импактов при образовании Моря Дождей.

## Сателлитные кратеры
Отсутствуют.